# Hypogamie
Hypogamie (Oudgrieks: hypó, onder en gámos, huwelijk) is een huwelijk van een vrouw met een man die een lagere status heeft, minder aanzien geniet of armer dan zijzelf. Het tegenovergestelde van hypogamie is hypergamie, terwijl endogamie een huwelijk binnen de eigen sociale groep is.
In veel samenlevingen breekt dit type huwelijk sociale barrières. In de literatuur worden vooral huwelijken van het type Prins en ganzenhoedster beschreven.